# César Jiménez Jiménez
César Jiménez Jiménez (Avila, 28 novembre 1977) è un ex calciatore spagnolo, di ruolo difensore.

## Carriera

### Esordi
Iniziò la sua carriera nelle giovanili del Real Madrid. Nella stagione 1997-1998 militò nel Real Madrid B, in Segunda División B. A fine stagione passò al Real Saragozza e giocò fino al 2000 nella squadra filiale in Segunda División B.
Esordì con la prima squadra il 14 gennaio 2001, giocando da titolare nel derby vinto per 4-2 contro l'Osasuna e segnò il primo gol della partita e della sua carriera in massima serie. Concluse la stagione con quattro presenze e un gol e vinse la Coppa del Re. Nella stagione successiva giocò otto partite e gli aragonesi retrocessero in Segunda División arrivando all'ultimo posto in classifica.

### Il prestito all'Almería
Jiménez fu ceduto in prestito all'Almería, un'altra squadra della seconda serie del campionato spagnolo. Esordì con la squadra andalusa, allenata da Casuco, entrando in campo al posto di Joaquín Sorribas nei minuti finali della prima giornata di campionato persa per 2-1 contro il Salamanca. Collezionò 29 presenze e una rete, realizzata il 16 marzo 2003 nella partita vinta per 3-2 contro il Racing Ferrol. L'Almería evitò la retrocessione, arrivando al 18º posto. Jiménez restò in Andalusia per un'altra stagione, nella quale giocò 30 partite e segnò tre reti, nelle due partite contro l'Ejido e il 20 marzo 2004 contro il Las Palmas. Fece coppia al centro della difesa con Stéphane Pignol e contribuì al raggiungimento dell'11º posto.

### Il ritorno al Real Saragozza e l'infortunio
A fine stagione tornò a Saragozza, con cui nella stagione 2004-2005 vinse la Supercoppa di Spagna, restando sempre in panchina. In campionatò collezionò una sola presenza, giocando i primi 22 minuti della partita del 16 gennaio 2005 presa per 3-1 contro il Real Madrid. Jiménez fu sostituito da Agustín Aranzábal in seguito a un fallo di Luís Figo che gli provocò un grave infortunio al ginocchio sinistro.  Questo infortunio compromise notevolmente la sua carriera.  Jiménez dichiarò di pensare che il portoghese lo avesse colpito volontariamente. Per quel fallo Figo non fu punito dall'arbitro.. Il difensore si sottopose senza successo a quattro interventi al ginocchio. Nella stagione 2005-2006 gioca una sola partita, subentrando a Gabriel Milito nei minuti finali della penultima giornata di campionato vinta per 3-0 contro l'Alavés. Si ritirò nel 2007, dopo diversi inutili tentativi di superare l'infortunio.

## Palmarès

### Club

#### Competizioni nazionali
- Coppa di Spagna: 1

Real Saragozza: 2000-2001
- Supercoppa di Spagna: 1

Real Saragozza: 2004